# SymbOS
Il SymbOS (acronimo di SYmbiosis Multitasking Based Operating System) è un sistema operativo multitasking con prelazione (preemptive) pensato e sviluppato per i computer Amstrad CPC/Amstrad PCW e MSX2/MSX2+ e MSX turbo R.

## Storia e versioni
Il SymbOS nasce alla fine del 2000 per mano di Jörn Mika come tentativo di offrire ai vecchi computer MSX e Amstrad basati sul microprocessore Zilog Z80 un sistema operativo multitasking dotato di un'interfaccia grafica. Lo Z80, pur non essendo dotato di sistemi di protezione della memoria necessari alla gestione di sistemi multitasking complessi aveva in passato dimostrato di poter essere in grado di far girare sistemi multitasking con prelazione (preemptive), come l'MP/M, una versione del CP/M con supporto al multitasking, grazie a caratteristiche quali la capacità di spostare in qualsiasi porzione di memoria lo stack pointer e la presenza di un set aggiuntivo di registri che facilitavano il passaggio da un processo all'altro.
Inizia così lo sviluppo del sistema, che verrà arrestato dal 2001 al 2004. La prima versione stabile del SymbOS vede la luce il 1º maggio 2006, sviluppato per l'Amstrad CPC, a cui segue il 27 dicembre 2006 la versione 1.1, che supporta la piattaforma MSX2. La versione 2.0, che supporta l'Amstrad PCW, esce il 30 agosto 2007.. Nel 2024 è uscita la versione “4.0 preview” anche per lo ZX Spectrum Next.

## Caratteristiche principali
L'interfaccia grafica, simile a quella delle prime versioni di Windows, risulta molto veloce e la SymShell a schermo intero supera in velocità di visualizzazione l'MSX-DOS reale. Inoltre è multitasking e multipiattaforma: le applicazioni scritte per Amstrad CPC sono eseguibili su MSX con pochissime modifiche e viceversa, grazie a una virtualizzazione dell'hardware. Gestisce file system fino a 2 TB e 1024 kB di memoria dinamica.
Il SymbOS può essere avviato da disco o da ROM. Queste due soluzioni presentano alcune piccole differenze, ma principalmente l'avvio da ROM avviene più rapidamente (circa 3 secondi).
Nota: come nel caso del VIC-20, del C16, del C64 e dello ZX Spectrum, anche per l'MSX e l'Amstrad CPC esistono emulatori per altri dispositivi come PC, Pocket PC, cellulari (per es. Nokia 6600) e palmari.

## Applicativi

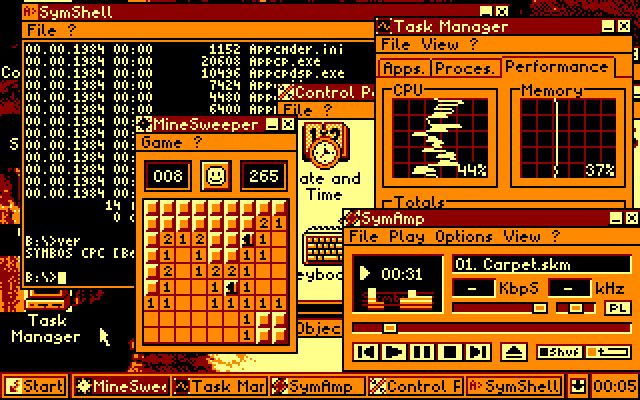
Uno screenshot di SymbOS CPC, la versione per CPC.

Ambienti di sviluppo e software disponibile:
- SymStudio: ambiente RAD per lo sviluppo di applicazioni SymbOS in Windows.
- SymCommander: filemanager simile a Total Commander.
- SymPlay: Video player.
- SymSee: Visualizzatore di immagini.
- SymAmp: Music player.
- SymSnap: Snapshot utility.
- Speech: Sintetizzatore vocale.
- Pocket Calcoletor: Calcolatrice.
- MineSweeper: Gioco simile all'omonimo di Windows (Campo Minato in italiano).

Include anche: Control Panel, Task Manager e SymShell (MS-DOS) molto simili a quelli di Windows 98/2000.

## Curiosità
- Con lo stesso nome esiste un Trojan chiamato SymbOS.RommWar.A per i cellulari che utilizzano il sistema operativo Symbian Serie 60[2][3]